# 山元町 (札幌市)
山元町（やまもとちょう）は、北海道札幌市中央区にかつて存在した地名。

## 概要
同区内の南西端に位置し、その名が示す通りの藻岩山東山麓の地域で、南北に細長く広がっていた。
開拓初期は札幌郡山鼻村の一部で、その後1906年（明治39年）4月1日に北海道一・二級町村制が施行されると藻岩村（後に円山町）の、1941年（昭和16年）4月1日に円山町が編入合併されると札幌市の一部となり、1941年（昭和16年）7月に正式な町名となった。
1960年（昭和35年）4月1日、1973年（昭和48年）8月1日と段階を踏んで「南〇条西〇丁目」式の住所表記へと変更されていき、1979年（昭和54年）2月26日に残る地域が伏見へと編入され「山元町」の名は消失した。
2020年の時点でこの町名を留める物はほとんど残っておらず、わずかに以下の3件が挙げられる程度である。
- 札幌山元デジタルテレビ中継局[3]：南25条西11丁目
- 山元公園[3]：南19条西16丁目
- 山元横断歩道橋[3]：南18条西17丁目・伏見4丁目